# Patrick X. Gallagher
Patrick Ximenes Gallagher (* 2. Januar 1935 in Elizabeth (New Jersey); †  30. März 2019) war ein US-amerikanischer Mathematiker, der sich mit analytischer Zahlentheorie (Siebmethoden) befasste.
Gallagher studierte an der Harvard University mit dem Bachelor-Abschluss 1956 und wurde 1959 an der Princeton University bei Donald C. Spencer promoviert (Metric Diophantine Approximation in One and Several Dimensions). 1959 bis 1961 war er Instructor am Massachusetts Institute of Technology, 1962 bis 1964 Assistant Professor an der Columbia University, 1964/65 war er am Institute for Advanced Study und 1965 bis 1971 am Barnard College (zunächst als Associate Professor und dann als Professor). 1972 wurde er Professor an der Columbia University, an der er ab 2013 Direktor der Undergraduate Studies war und 2017 emeritiert wurde.
Gallagher befasste sich mit der Methode des großen Siebs und verbesserte und vereinfachte dessen Methoden, unter anderem verwendet für den Beweis des Satzes von Bombieri und Winogradow. Er wandte die Methoden des großen Siebes auch auf die (probabilistische) Galoistheorie an. 1971 erfand er das larger sieve. Er befasste sich auch mit der Theorie von Gruppencharakteren.
Zu seinen Doktoranden zählt Dorian Goldfeld.

## Schriften (Auswahl)
So weit nicht in den Fußnoten aufgeführt.
- Group characters and normal Hall subgroups, Nagoya Math. J., Band 21, 1962, S. 223–230
- Metric simultaneous diophantine approximation, Teil I, Journal of the London Mathematical Society, Band 37, 1962, S. 387–390, Teil II, Mathematika, Band 12, 1965, S. 123–127
- Zeros of group characters, Mathematische Zeitschrift, Band 87, 1965, S. 363–364
- Zeros of characters of finite groups, Journal of Algebra, Band 4, 1966, S. 42–45
- Bombieri`s mean value theorem, Mathematika, Band 15, 1968, S. 1–6
- A large sieve density estimate near {\displaystyle \sigma =1}, Inventiones Mathematicae, Band 11, 1970, S. 320–339
- Sieving by prime powers, Acta Arithmetica, Band 24, 1973, S. 491–497
- mit J. H. Müller: Primes and zeros in short intervals, J. für Reine und Angewandte Mathematik, Band 303/304, 1978, S. 205–220
- Invariants for finite groups, Adv. Math., Band 34, 1979, S. 46–57